# 男祭 2011
男祭 2011（おとこまつり にいぜろいちいち）は、日本のシンガーソングライター清木場俊介の映像作品である。2012年3月14日発売。

## 概要
- この作品は、ファンから作品化の声が集まり、11/3にShibuya O-EASTにて行われたライブ映像をDVD化したものとなっている。
- お馴染みのロックチューンに加え、新曲「ROLLING MY WAY」「馬鹿が見てる」「ONE」の3曲を初収録。
- 特典映像として2011年12月に日本テレビで放送された音楽ドキュメンタリー番組「音龍門」が特別編集した「ドキュメンタリー・男祭 2011」を収録。
- 「男祭 2011」のライブと舞台裏をそれぞれ克明に記録したスペシャル・コンテンツとなっている。
- 同じくライブDVD「CHRISTMAS CONCERT 2011 LOVE SONGS FOR WOMEN」と同時発売。

## 収録曲

### DISC-1
1. ROLLING MY WAY
2. 罪と罰
3. FREE
4. 祭りの後
5. さよなら愛しい人よ…
6. 悲しきRock'n Roll
7. 俺だけのハイウェイ
8. 馬鹿が見てる
9. 天は我をも裁けるものか!
10. サル
11. 魔法の言葉
12. FLASHBACK
13. FAKE
14. 五日間……バックレよう
15. 唄い人
16. GO! WAY!
17. LONG MY WAY
18. クサレ…俺
ここからアンコールとなっている。
19. ONE

### DISC-2
- ドキュメンタリー・男祭 2011